# RV Investigator
Le RV Investigator est un navire océanographique australien appartenant au Commonwealth Scientific and Industrial Research Organisation (CSIRO) par l'intermédiaire de Marine National Facility.

## Histoire
RV Investigator a été conçu par RALion (entreprise commune de Robert Allan Ltd (en). et Alion Science and Technology). Il a été construit à Singapour sur le chantier naval Teekay Holdings Australia P/l. Le navire a été transféré du chantier naval le 5 août 2014 pour les tests et il est arrivé à son port d'attache de Hobart le 9 septembre 2014 et a été officiellement mis à l'eau le 12 décembre 2014.
En mai 2009, le gouvernement australien a alloué 120 millions de dollars australiens à un nouveau navire de recherche océanique destiné à remplacer le RV Southern Surveyor, construit en 1972, qui était depuis 1988 le principal navire de recherche du Marine National Facility.

### Spécifications
Le navire peut accueillir jusqu'à 40 scientifiques, naviguer en mer jusqu'à 60 jours à la fois et passer jusqu'à 300 jours par an en recherche. Les coûts de fonctionnement sont estimés à 140 000 dollars par jour. Les caractéristiques spéciales du navire sont une quille à aile, montée à 1,2 m sous la coque, et deux quilles pivotantes (pouvant être abaissées à 4 m au maximum sous la coque), permettant de transporter des instruments scientifiques sous la couche de microbulles créées par le mouvement de la coque du navire dans l'eau. Cette instrumentation comprend des cartographes acoustiques, un profileur de sédiments pélagiques pour produire des cartes du fond de la mer et 2 profileurs de courant Doppler acoustiques. La coque et les machines du navire ont été conçues pour fonctionner aussi silencieusement que possible afin d’améliorer ses capacités scientifiques.

## Galerie

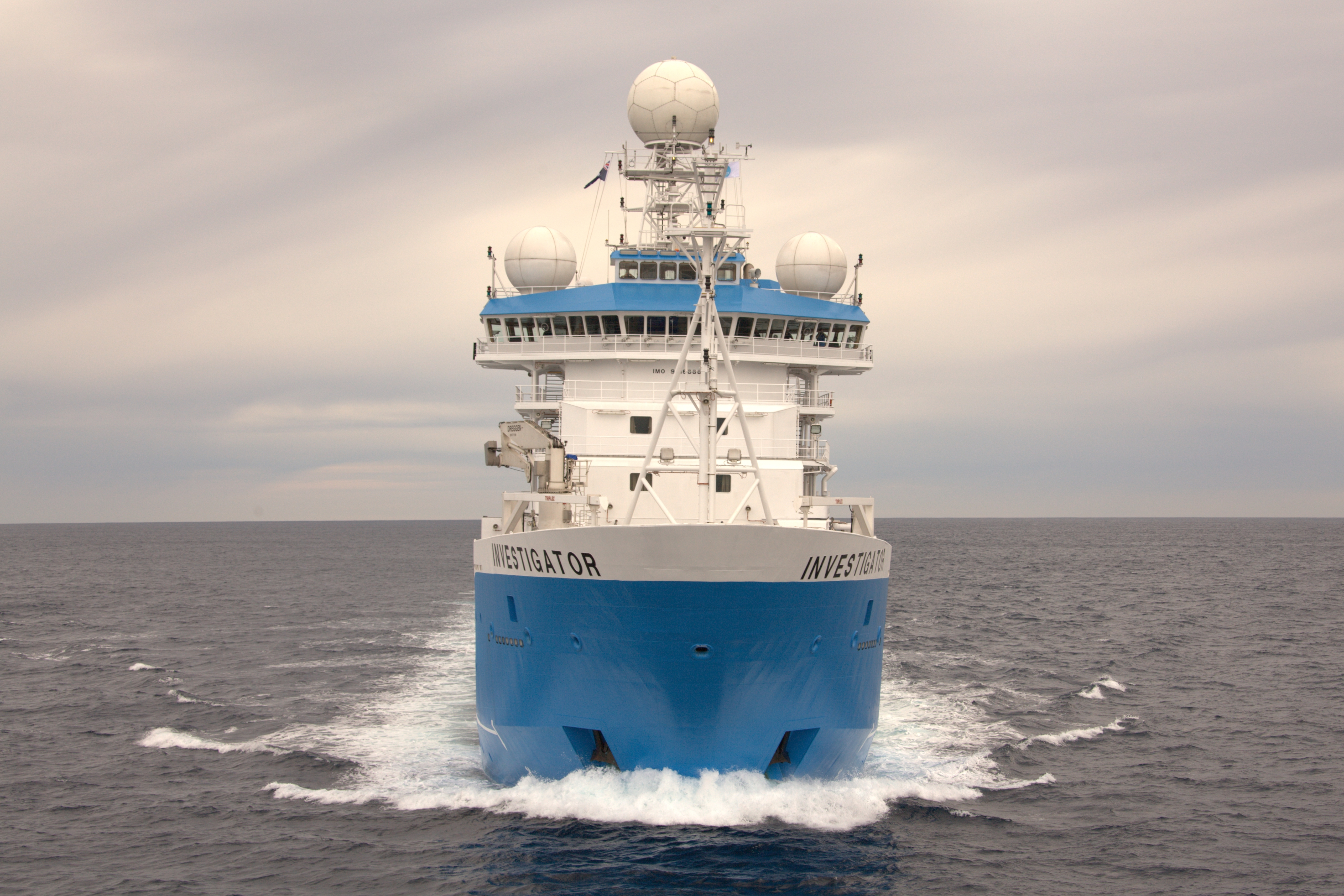
RV Investigator
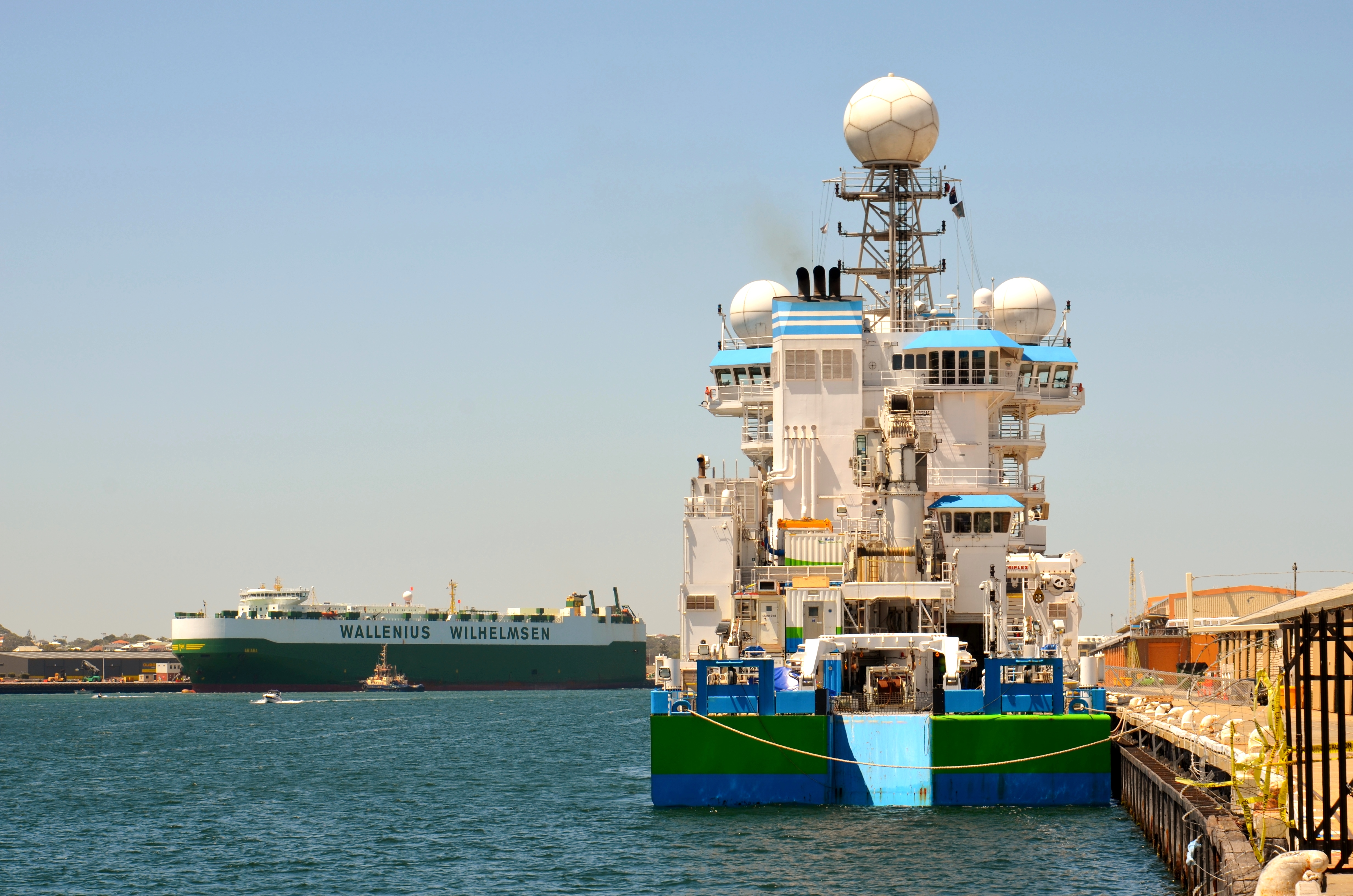
Investigator (pont arrière)
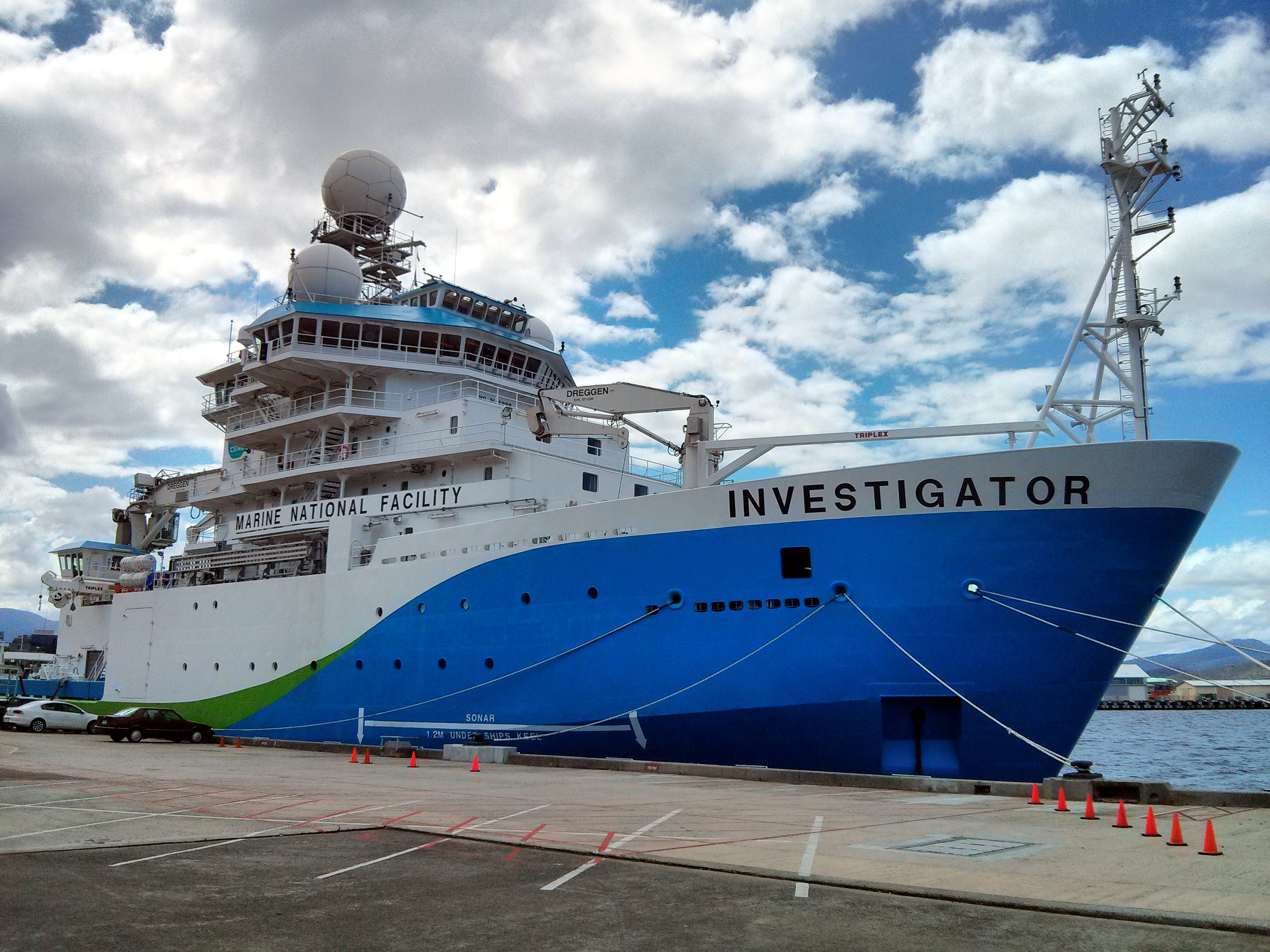
Investigator à Hobart

### Note et référence
1. ↑  « Marine National Facility »(Archive.org • Wikiwix • Archive.is • Google • Que faire ?)
2. ↑  « ALION »(Archive.org • Wikiwix • Archive.is • Google • Que faire ?)
3. ↑  « Teekay Australia »

- (en) Cet article est partiellement ou en totalité issu de l’article de Wikipédia en anglais intitulé « RV Investigator » (voir la liste des auteurs).